# Гензель и Гретель
«Ге́нзель и Гре́тель» (нем. Hänsel und Gretel; уменьшительные немецкие имена от Иоганнес и Маргарет); также «Пряничный домик» — немецкая народная сказка, записанная и изданная братьями Гримм. История о юных брате и сестре, которым угрожает ведьма-людоедка, живущая глубоко в лесу, в доме, построенном из хлеба и сластей. Эти дети, попав к ведьме, спасают свои жизни благодаря находчивости. По системе классификации сказочных сюжетов Aарне-Томпсона «Гензель и Гретель» имеет номер 327А, цикл «Дети и ведьма».

## Сюжет

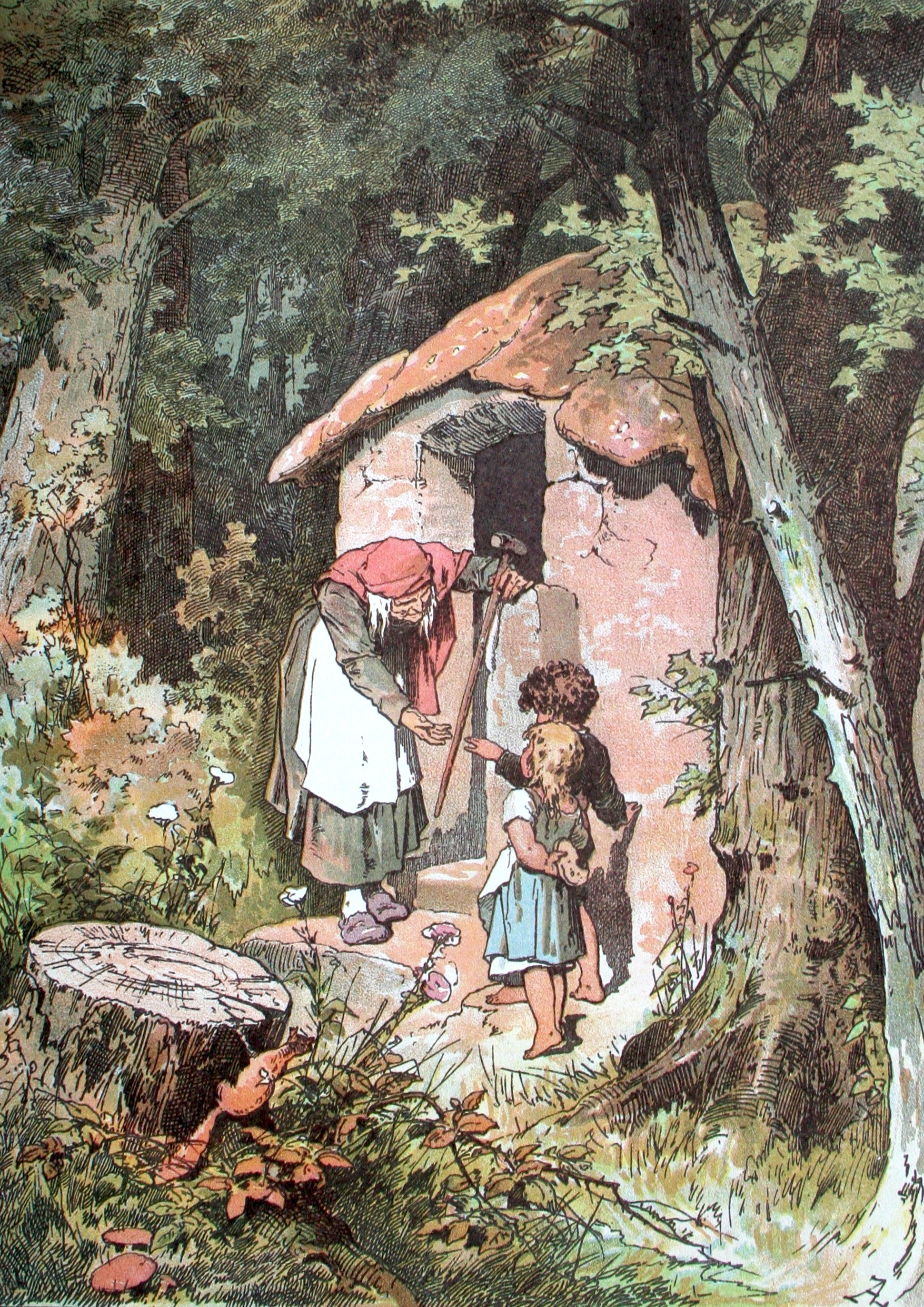
Рисунок Александра Цик

Под угрозой голода отец двух детей, мальчика и девочки, поддаётся уговорам второй жены избавиться от детей и уводит их в лес (ему удаётся это со второго раза). Дети же, подслушав разговор родителей, принимают необходимые меры к своему спасению.
Первый раз Гензель бросает на дорогу камешки, которых загодя набрал полные карманы. По этой примете дети возвращаются домой. Второй раз набрать камешки не удаётся из-за коварства мачехи, и Гензель бросает на дорогу хлебные крошки, которые склёвывают лесные птицы.
Заблудившись в чаще, Гензель и Гретель идут вслед за белоснежной птичкой и набредают на пряничный дом (из хлеба, с крышей из пряников и окнами из сахара), где попадаются в ловушку старой ведьмы, которая ест детей. Брата ведьма сажает в клетку, а сестра под угрозами старухи в течение четырёх недель откармливает его на съедение; Гензель обманывает подслеповатую ведьму с помощью косточки, выдавая её за свой худосочный палец. Не в силах более терпеть, седая злодейка хочет живьём зажарить Гретель, но девочка, проявив находчивость, убивает ведьму, заперев её в духовке печи.
Обобрав дом мёртвой, «сожжённой дотла» ведьмы, дети пытаются добраться до дома отца. Переплыть широкую реку им помогает уточка, а дальше они узнают дорогу по лесным приметам. За время их отсутствия мачеха умерла по неизвестным причинам. А добытых в доме ведьмы драгоценностей хватает на дальнейшую жизнь в достатке.

## История и анализ сюжета

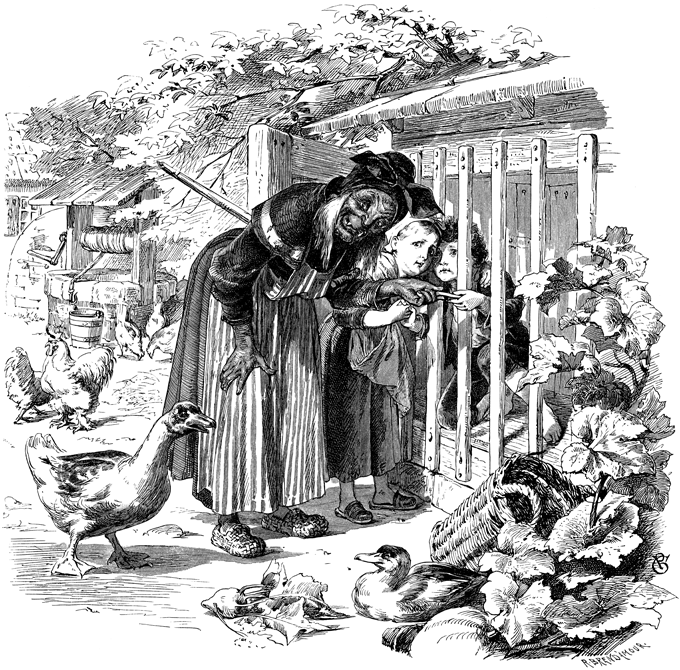
Гензель и Гретель, иллюстрация Ф. Грот-Иоганна (1841—1892)

Якоб и Вильгельм Гримм записали «Гензель и Гретель» со слов Дортхен Вильд, жены Вильгельма; сказка была впервые издана в знаменитом сборнике 1812 года. В этой истории лесоруб и его жена — биологические родители и вместе разделяют вину за отказ от своих детей. Были сделаны предположения, что истоки сказки лежат в периоде Великого голода (1315—1317), когда оставление детей на волю судьбы и даже каннибализм были распространёнными явлениями (или, по крайней мере, широко распространёнными слухами). В более поздних выпусках были сделаны некоторые небольшие пересмотры: жена становится мачехой, а лесоруб выступает против планов своей жены оставить детей, сделаны религиозные вставки.
Фольклористы Иона и Питер Опи в «Классических Сказках» (1974) указывают, что «Гензель и Гретель» принадлежат к группе европейских историй, особенно популярных в Балтийском регионе, где рассказывается о детях, обманывающих людоедов, в руки которых они непреднамеренно попали. Рассказ имеет сходство с первой половиной сказки «Мальчик-с-пальчик» (1697) Шарля Перро и сказки «Умный Пепел» (1698) Мадам д’Онуа. В обоих рассказах оставленные дети помечают обратную дорогу домой. В «Умном Пепле», отмечают Опи, героиня сжигает гиганта, пихая его в духовку в подобной же манере. Лингвист и фольклорист Эдвард Вайда предположил, что эти истории представляют отголосок обряда инициации, существующего в прото-индоевропейском обществе.
С того света в мир живых через границу-реку их переносит утка (священный образ славян, связанный с водным и загробным миром (Гуси-лебеди). Ведьма также разводит именно гусей.
Описание дома, сделанного из сластей, содержится в рукописи XIV века о сказочной стране Кокань с кисельными берегами. Также у римлян существовал обычай печь домики из сдобного теста, которые ставили в домашний алтарь. В течение 1-2 дней домик съедали, что символизировало единение с богами.
В «Аннотируемых классических сказках» Мария Татар замечает, что гибель ведьмы в печи была прочитана как предвестие «ужасов Третьего рейха». Поскольку ведьма часто изображается со «стереотипными еврейскими особенностями, особенно на иллюстрации двадцатого века», сцена её смерти становится «тем более зловещей». Татар замечает, что поэтесса Энн Секстон, переписывая «Гензель и Гретель», описала отказ от детей как «окончательное решение».
Макс Люти замечает, что мать или мачеха умирает, когда дети убили ведьму, намекая, что мать или мачеха и ведьма — фактически та же самая женщина или по крайней мере сильно похожая. Помимо выдвижения на первый план угрозы для детей (так же как их собственного разума), в сказке вместе с тем прослеживается тема заботы о пропитании: мать или мачеха хочет избежать голода, в то же время ведьма имеет дом, построенный из сластей, чтобы соблазнить и съесть детей.

## Переводы на русский
- Г. Петников «Гензель и Гретель»
- В. Вальдман «Гензель и Гретель»
- Э. Иванова «Гензель и Гретель»
- И. Шустова «Ганзель и Гретта»
- Л. Яхнин «Пряничный домик»
- А. Коротков «Ганзель и Гретель»
- А. Васильева «Гензель и Гретель»
- С. Прокофьева «Сахарный домик»
- Г. Сергеева «Гензель и Гретель»
- П. Полевой «Гензель и Гретель»
- С. Кузьмин «Пряничный домик»
- А. Введенский «Пряничный домик»[8]

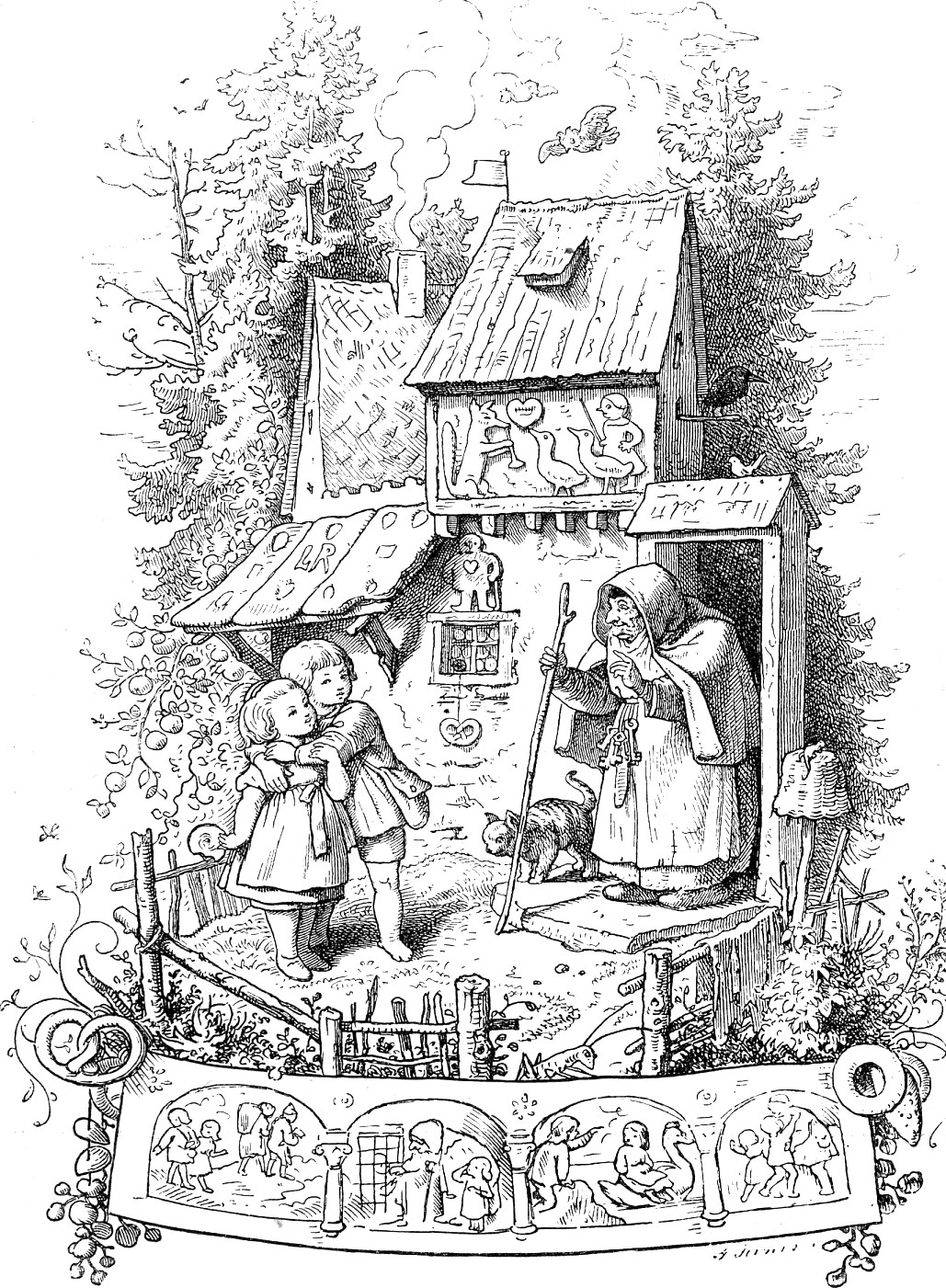
Гравюра Людвига Рихтера, XIX век

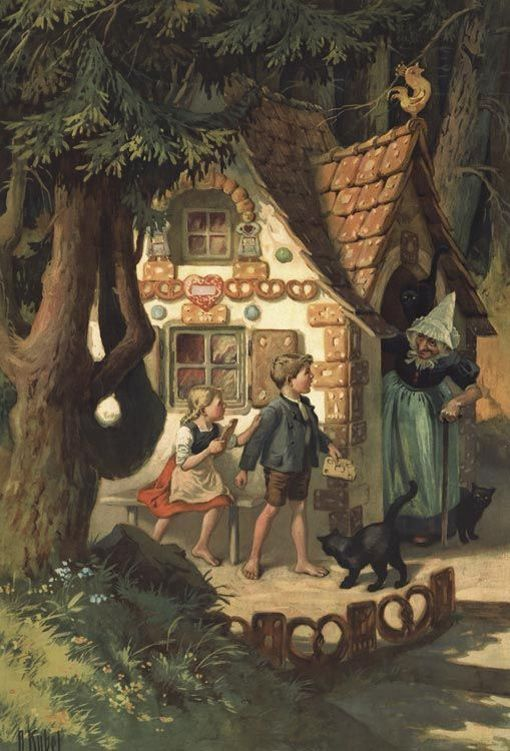
Иллюстрация Отто Кубеля (1868—1951), 1930 г.

На русском языке читателю наиболее известен классический перевод сказки с немецкого под редакцией Полевого.

## В искусстве
Сказку «Гензель и Гретель» специалисты называют «самой известной сказкой братьев Гримм в девятнадцатом столетии»; следствием такой популярности стало то, что, известный большому количеству людей, её сюжет так или иначе отразился практически во всех сферах искусства.

### Живопись
- Немецкий художник Герман Каульбах, часто изображавший на своих полотнах детей, в 1874 году написал картину «Гензель и Гретель у колдуньи», отмеченную критиками, как удачную[10].
- Многие художники занимались профессиональным оформлением разнообразных изданий сказок для детей, в числе которых часто оказывалась и «Гензель и Гретель». Каждый из них иллюстрировал сказку по-своему, в своей манере и технике. Сцена встречи детей с колдуньей стала классикой жанра, своеобразным «брендом» сюжета, в котором как бы свёрнута его суть. В расстановке фигур, в их пропорциях, цветах, точке зрения и в прочих деталях хорошо читается основная мысль художника, выражается его вкус, вкус его времени:
  - Гензель и Гретель. Иллюстрация А. Цика (конец XIX в.): «Изображена обыкновенная старуха — дряхлая и седовласая. Да и дети не выглядят испуганными»[11]
  - Гензель и Гретель. Иллюстрация Ф. Грот-Иоганна (1900): «Ведьма морщиниста и клыкаста, но глаза у неё — слишком человеческие. Фермерское хозяйство сглаживает впечатление от жилища мертвеца»[11]
  - Гензель и Гретель. Иллюстрация Р. Шольца (1904): «Лучшая из всех ведьм. Ухмыляясь, она подслеповато тянет свою когтистую лапу к детям, а совиные глаза смотрят в пустоту»; «Печь чересчур велика, но зато понятно, как Гретель удалось впихнуть туда ведьму»; «У этой старухи та же юбка, но другой головной убор и только один костыль»[11]
  - Гензель и Гретель. Иллюстрация Л. Рида (1917): «В такую печь влезть трудновато. Зато ведьма настолько костлява и высушена, что ничего живого в ней не осталось»[11]
  - Гензель и Гретель. Иллюстрация А. Рэкема (1909): «Свойственный художнику гротеск проявился в носе, бородавках ведьмы и в двух костылях вместо одного»[11]
  - Гензель и Гретель. Иллюстрация Г. Тенггрена (1920): «Ведьма немного комична, но очень хороши чёрные деревья и голая земля вокруг её дома»[11]
  - Гензель и Гретель. Иллюстрация А. Андерсон (1922): «Опять у ведьмы два костыля. Белый цвет одежды и чудаковатый головной убор, вероятно, должны создавать ощущение потусторонности»[11]
  - Гензель и Гретель. Иллюстрация Р. Крамера (1931): «Традиционный ведьмовской колпак смотрится тут неуместно. Но вновь радует глаз мёртвый лес»[11]
  - Гензель и Гретель. Иллюстрация П. Хея (1935): «Ведьма не похожа на существо из другого мира. Это человек вполне определённой наружности»[11]
  - Гензель и Гретель. Иллюстрация П. Хея (1939): «Знаменитый немецкий иллюстратор работал в реалистичной манере. Даже домик выстроен не из пряников и хлеба»[11]

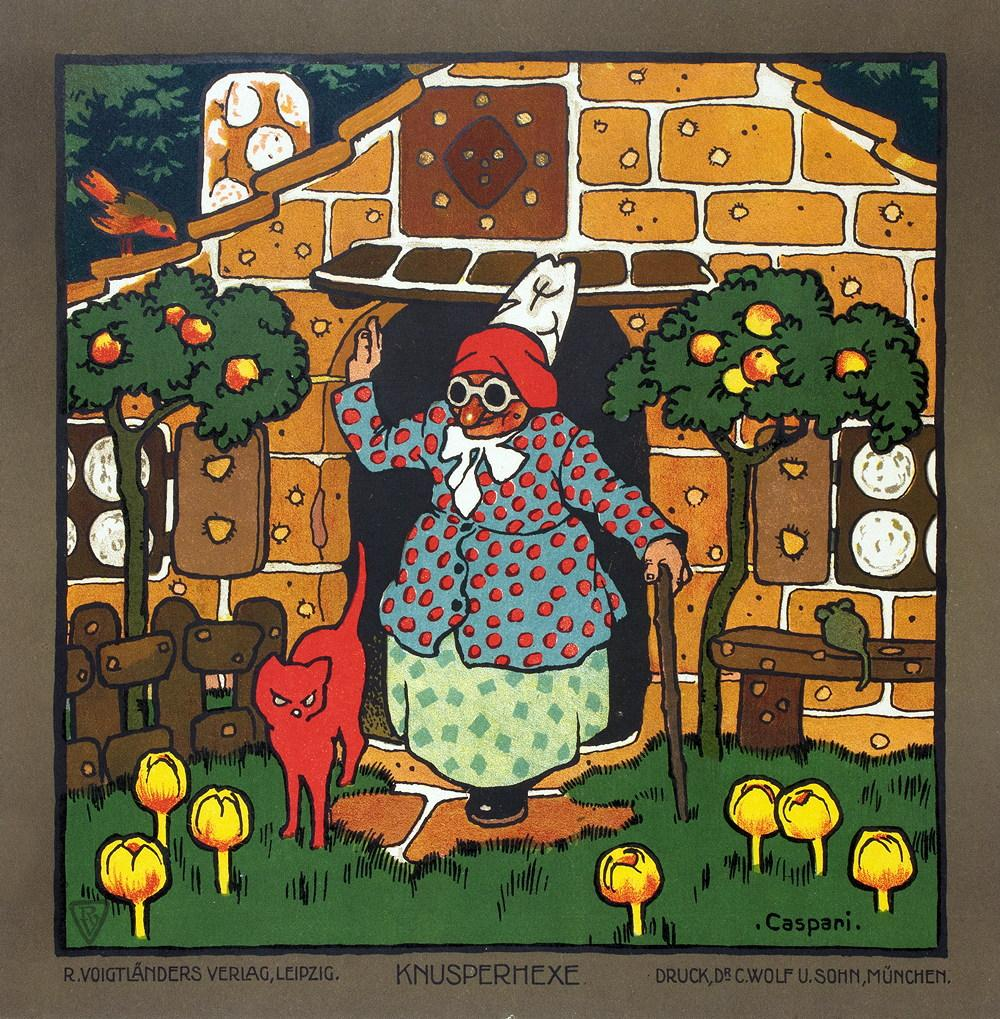
Walther Caspari, 1905
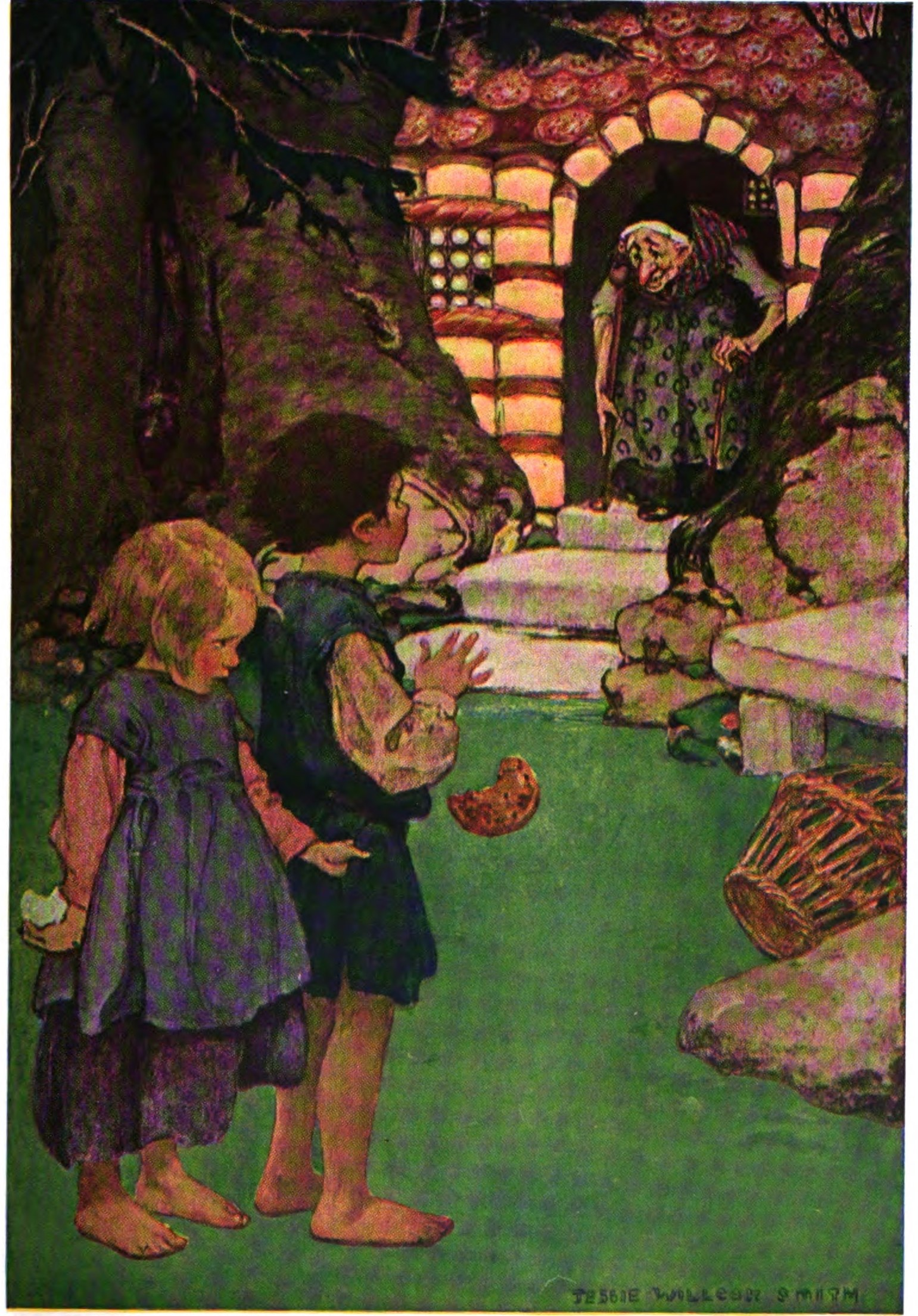
Jessie W. Smith, 1911
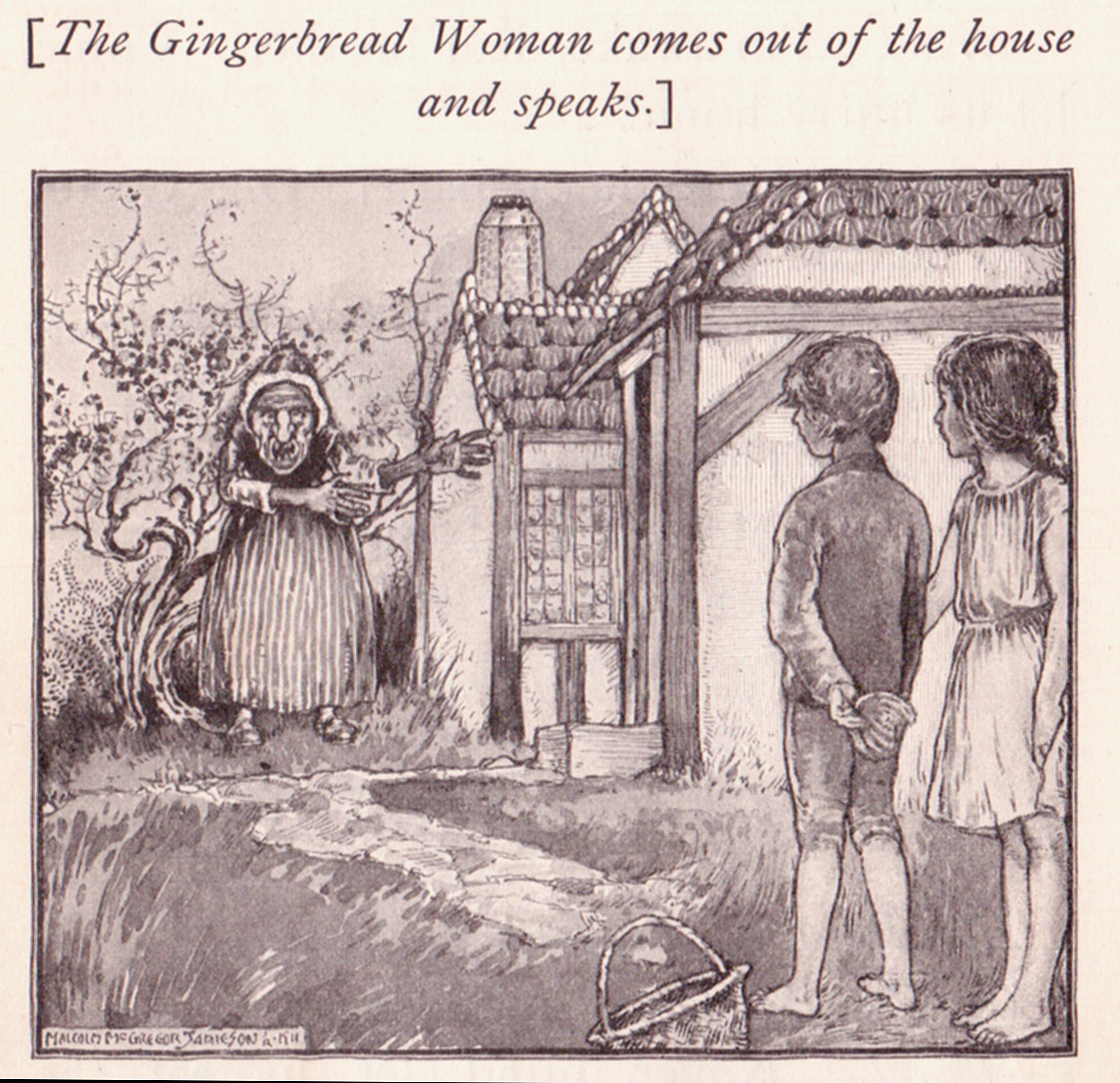
Sue Clark, 1911
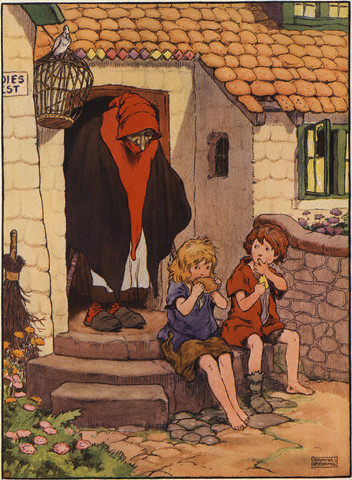
Frank Adams, 1925
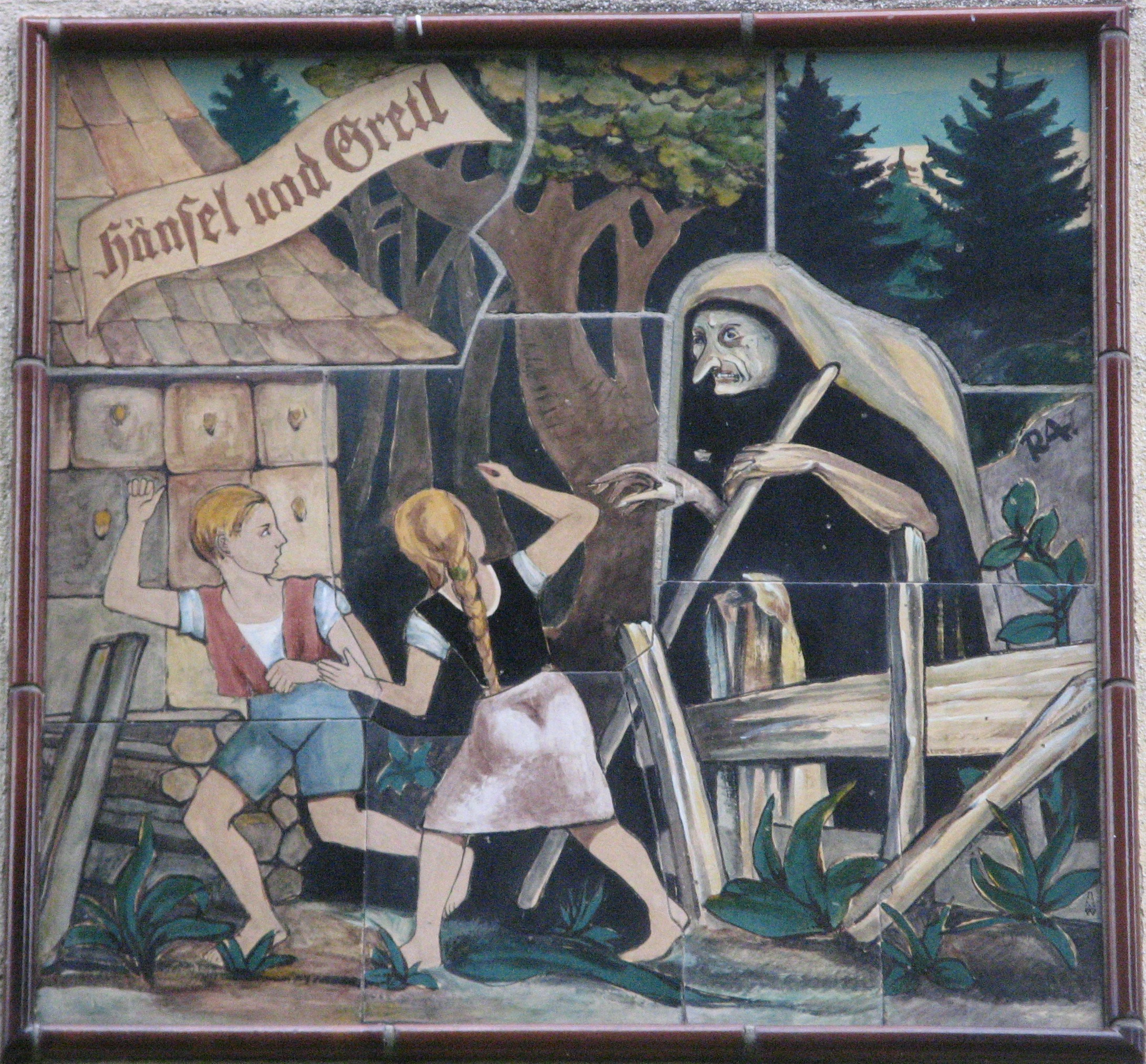
J.-M.-Siedlung, 1940
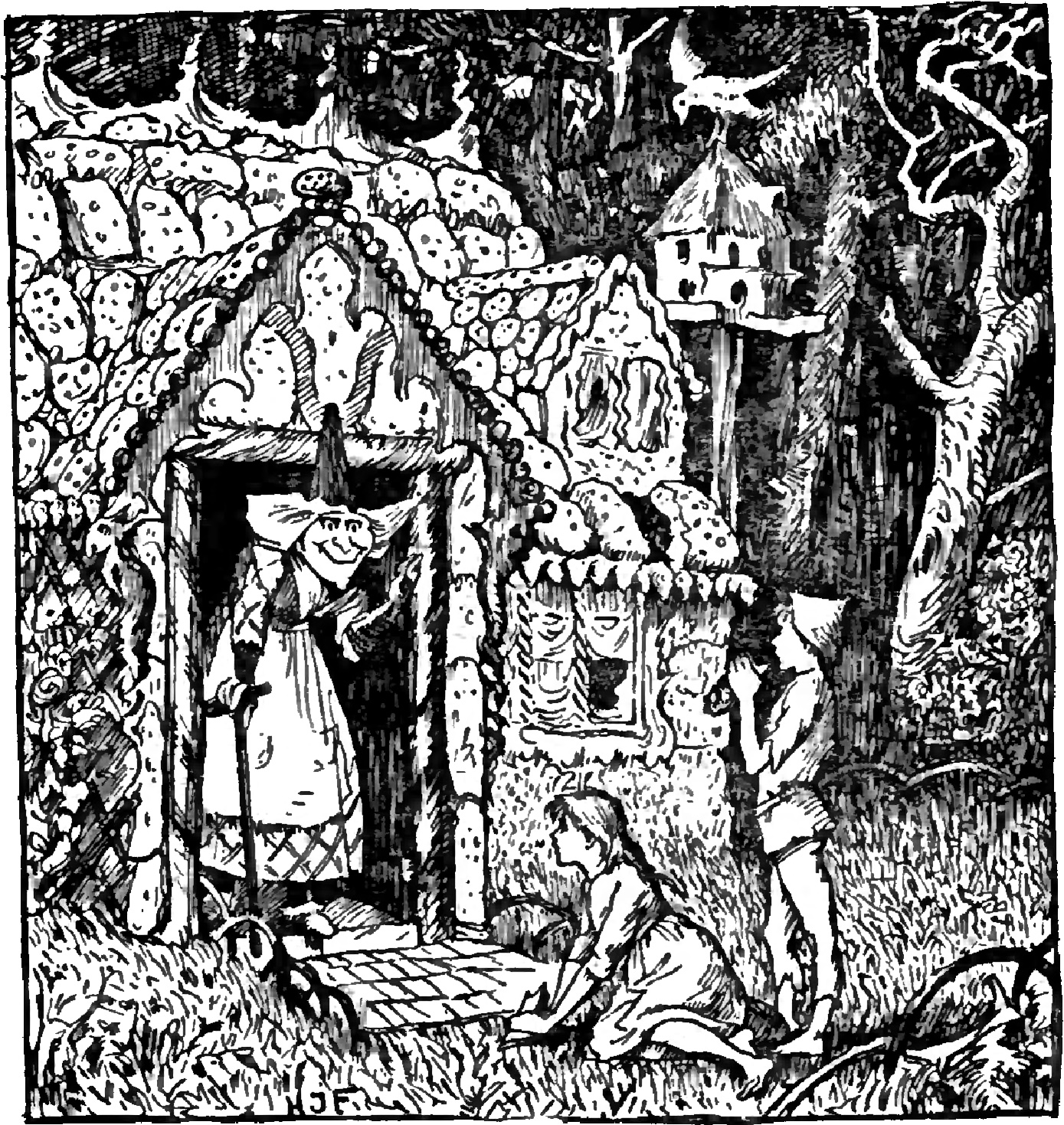
Г. Д. Форд, 1960

См. категорию «Гензель и Грейтель» на Викискладе

### Скульптура и пластика
- Потомственный немецкий скульптор-романтик Роберт Кауер (Robert Cauer, 1831—1893) был известен как мастер, слепивший скульптурную группу «Гензель и Гретель»[12]
- 15 июня 1913 года в Берлине, по случаю двадцатипятилетия коронации императора Вильгельма II, в народном парке был торжественно открыт «фонтан сказок», среди 106 сказочных фигур фонтан украшали и статуи Гензеля и Гретель, «переплывавших» фонтан на уточке.
- В 2012 году в Гааге, при реконструкции набережной перед Морским музеем, появилась необычная скульптурная группа сказочных персонажей, среди которых есть и герои известнейшей сказки братьев Гримм, Гензель и Гретель. Американский скульптор Томас Оттернес изобразил заметно потолстевших героев, томящимися в бронзовой клетке, ― в момент, когда их «кормят на убой». Клетка с героями стоит невдалеке от такой же, но пустой. Неожиданная резкость смыслового контраста порождает определённый эстетический эффект[13].

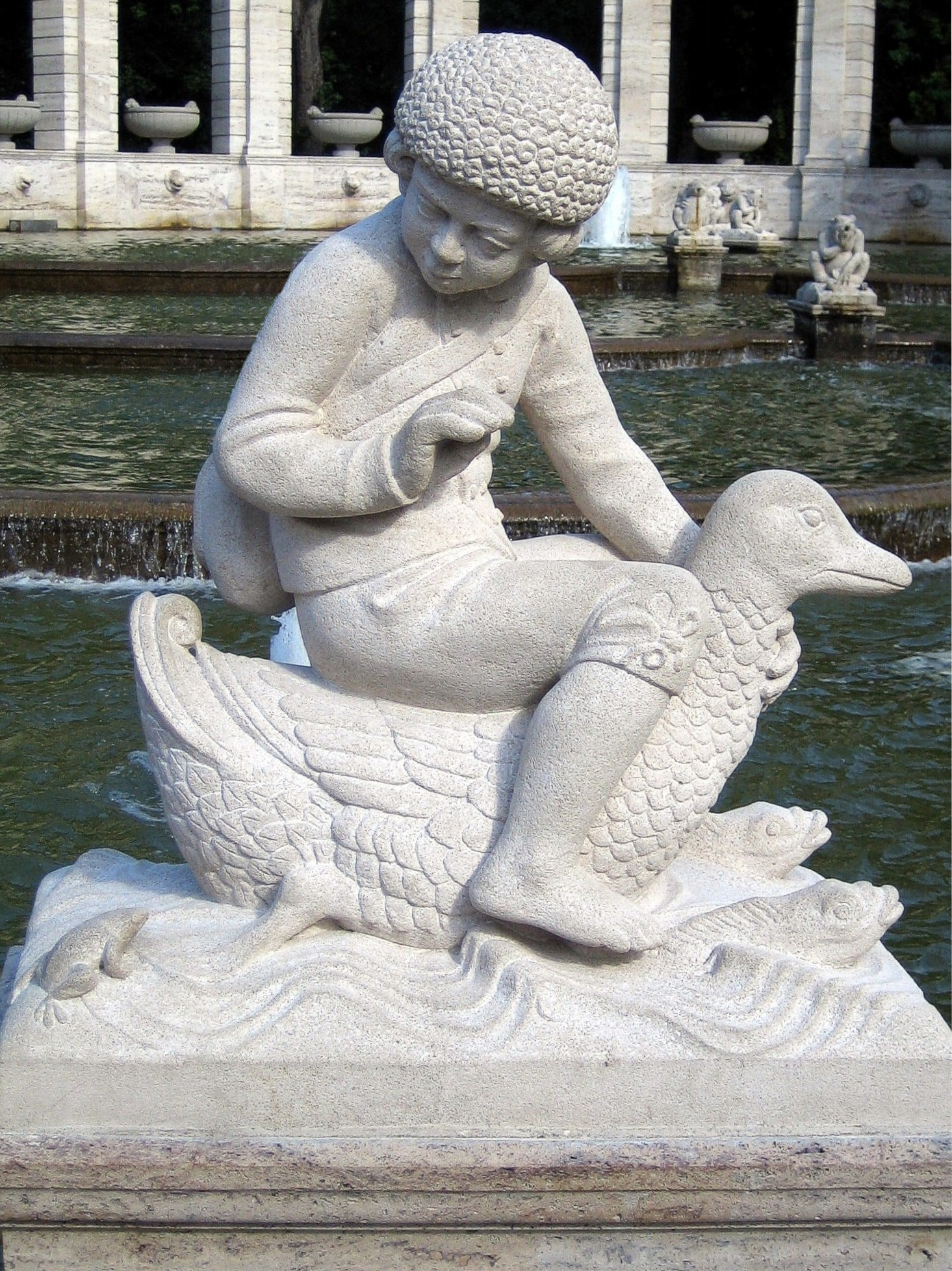
Гензель в берлинском «Фонтане сказок», 1913
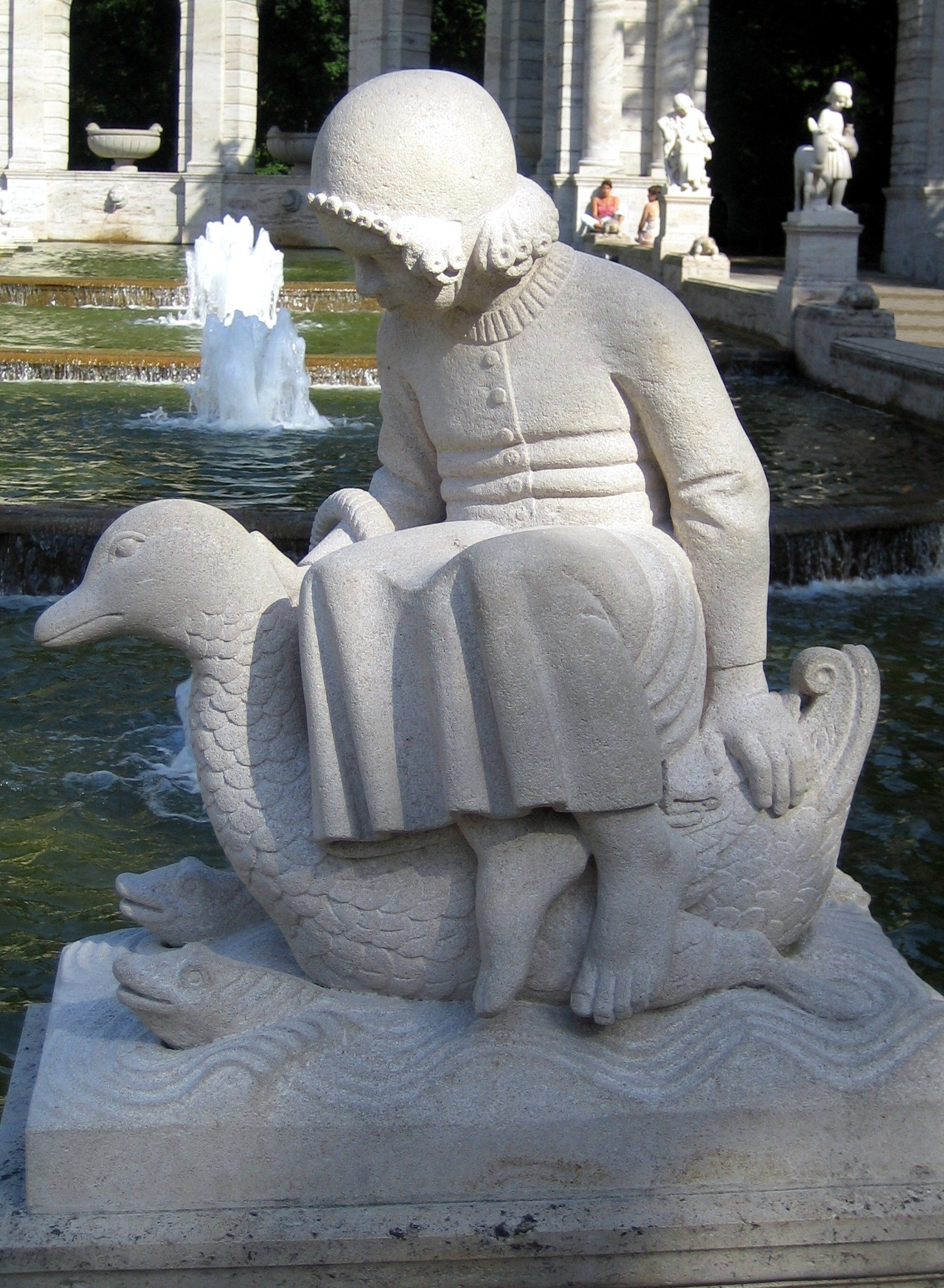
Гретель в берлинском «Фонтане сказок», 1913
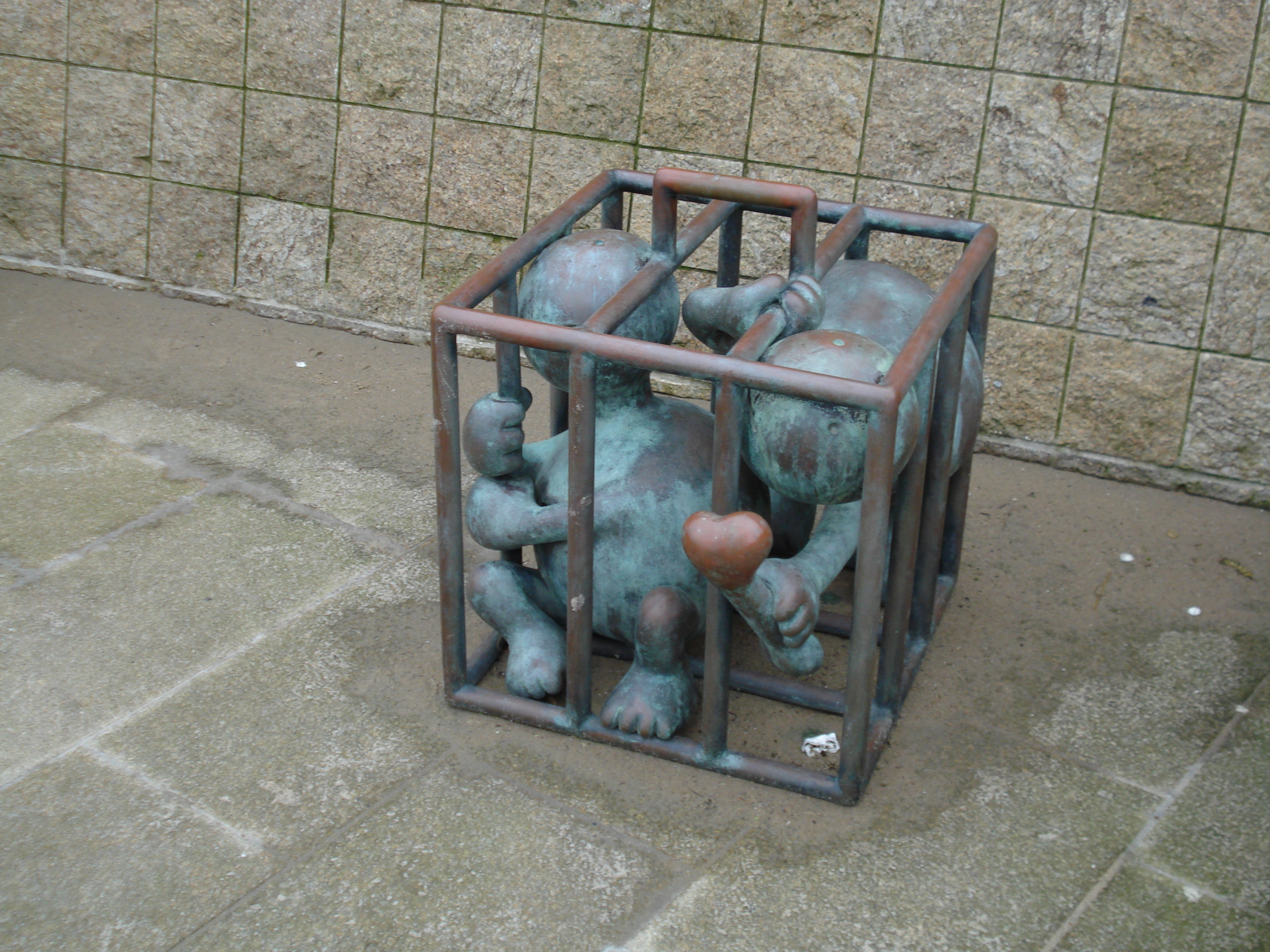
Гензель и Гретель на откорме, Т. Оттернес, 2012, Гаага, Нидерланды
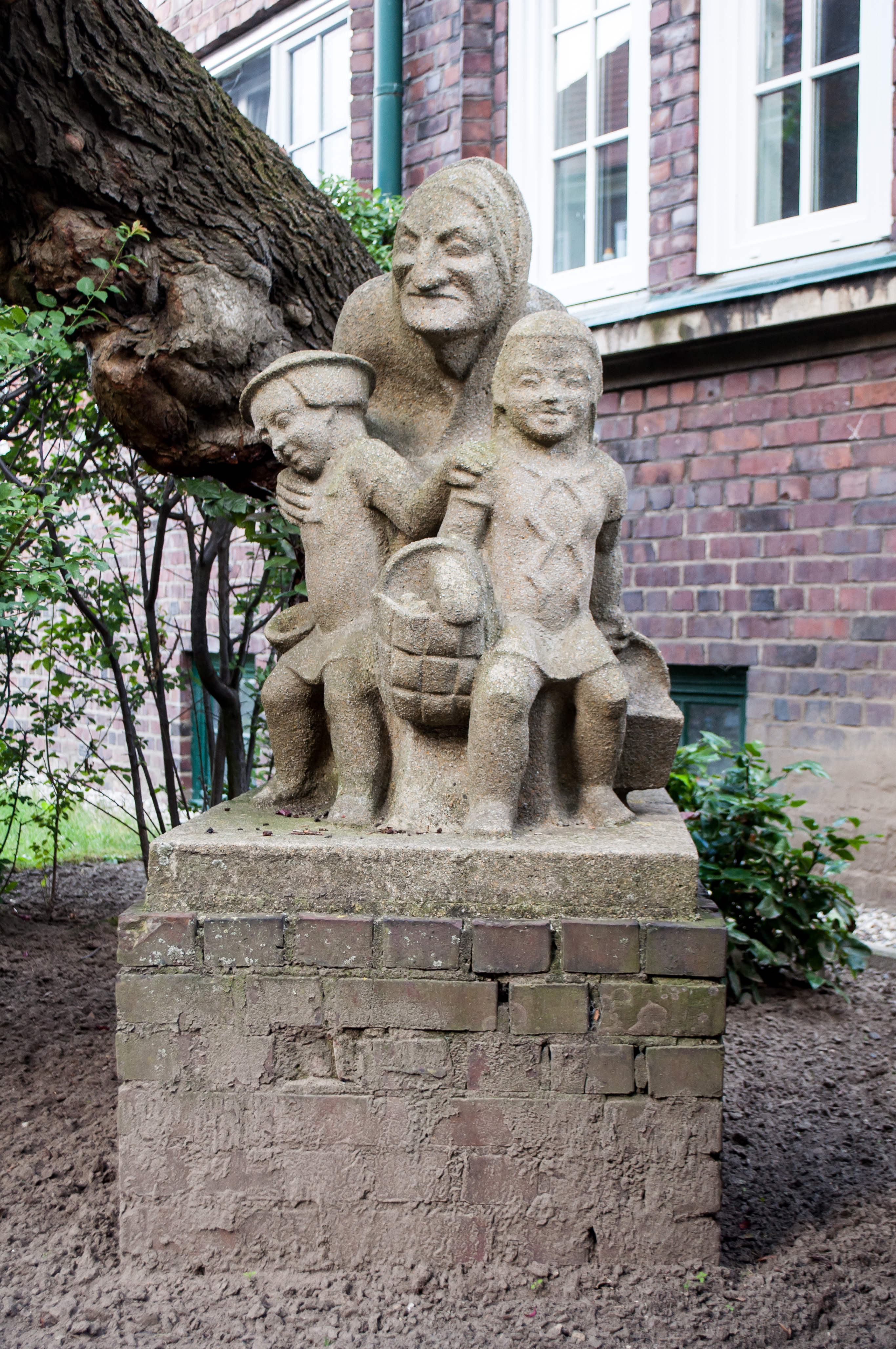
Скульптурная группа Гензель и Гретель работы Рихарда Кёля перед жилым комплексом Fiefstücke 12 в Гамбурге-Винтерхуде
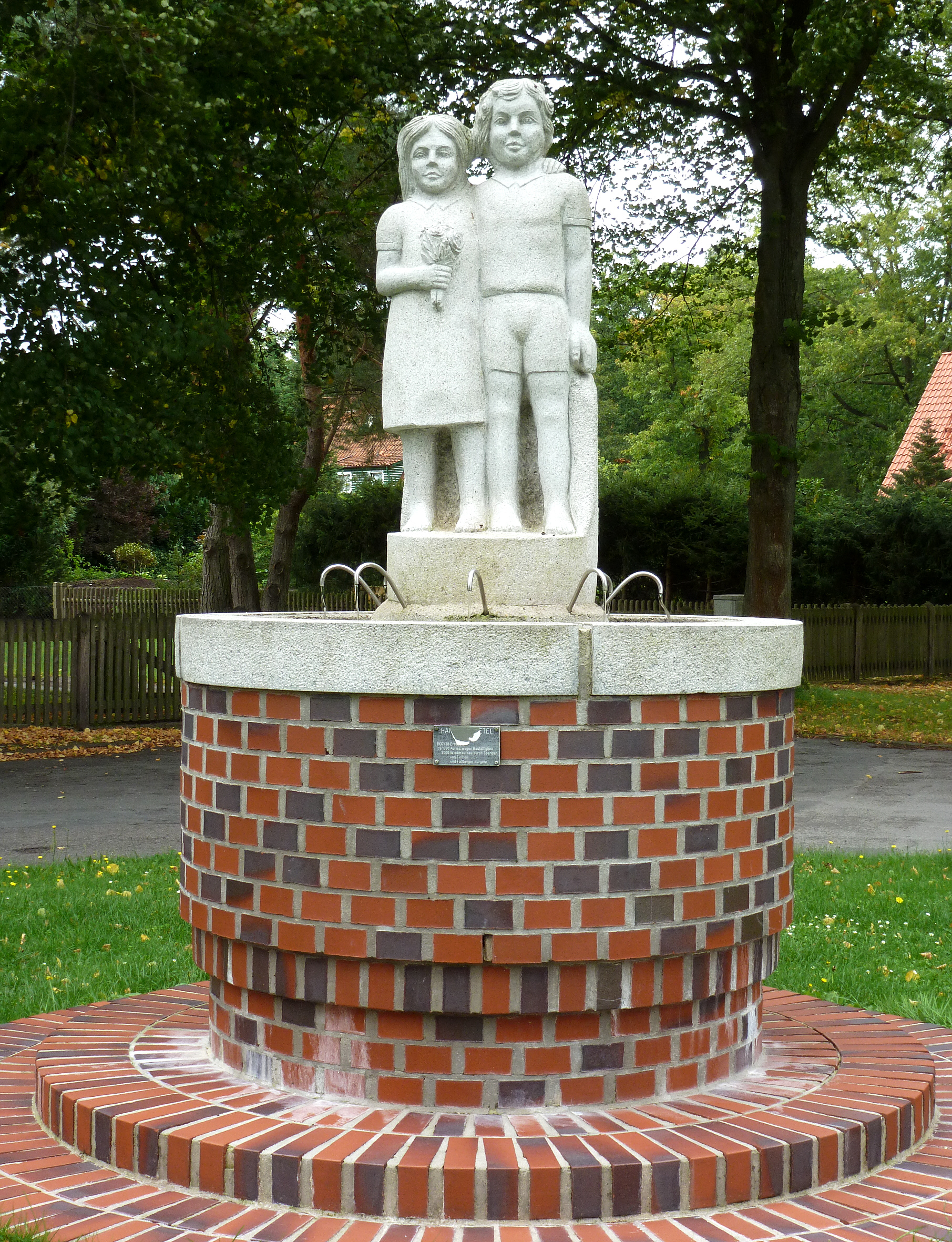
Гензель и Гретель, 1937/38 г. (снесён ~1960 г., восстановлен в 2000 г.), Фасберг, Нижняя Саксония, Германия
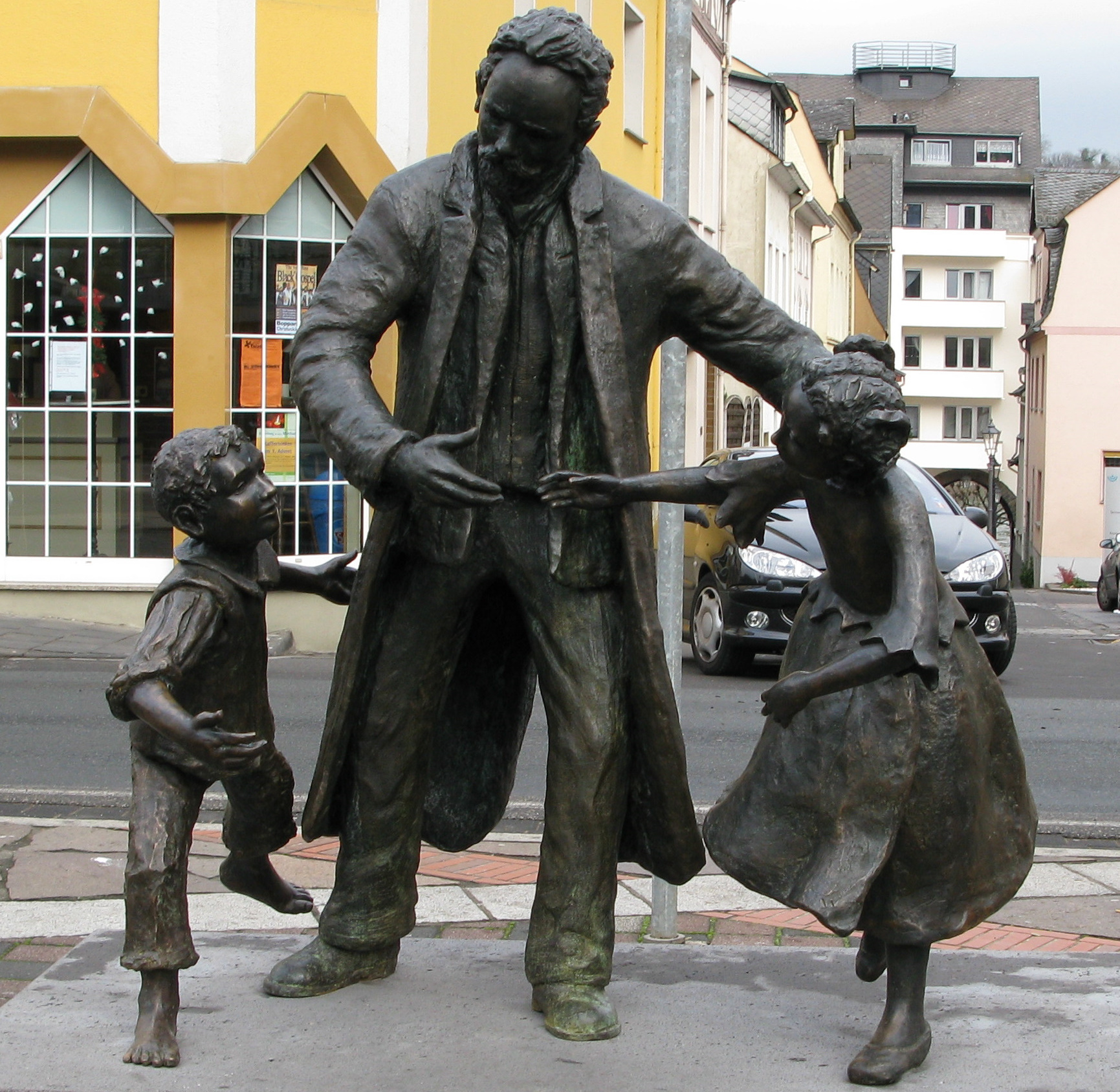
Хумпердинк встречает Гензеля и Гретель

### Театр и опера

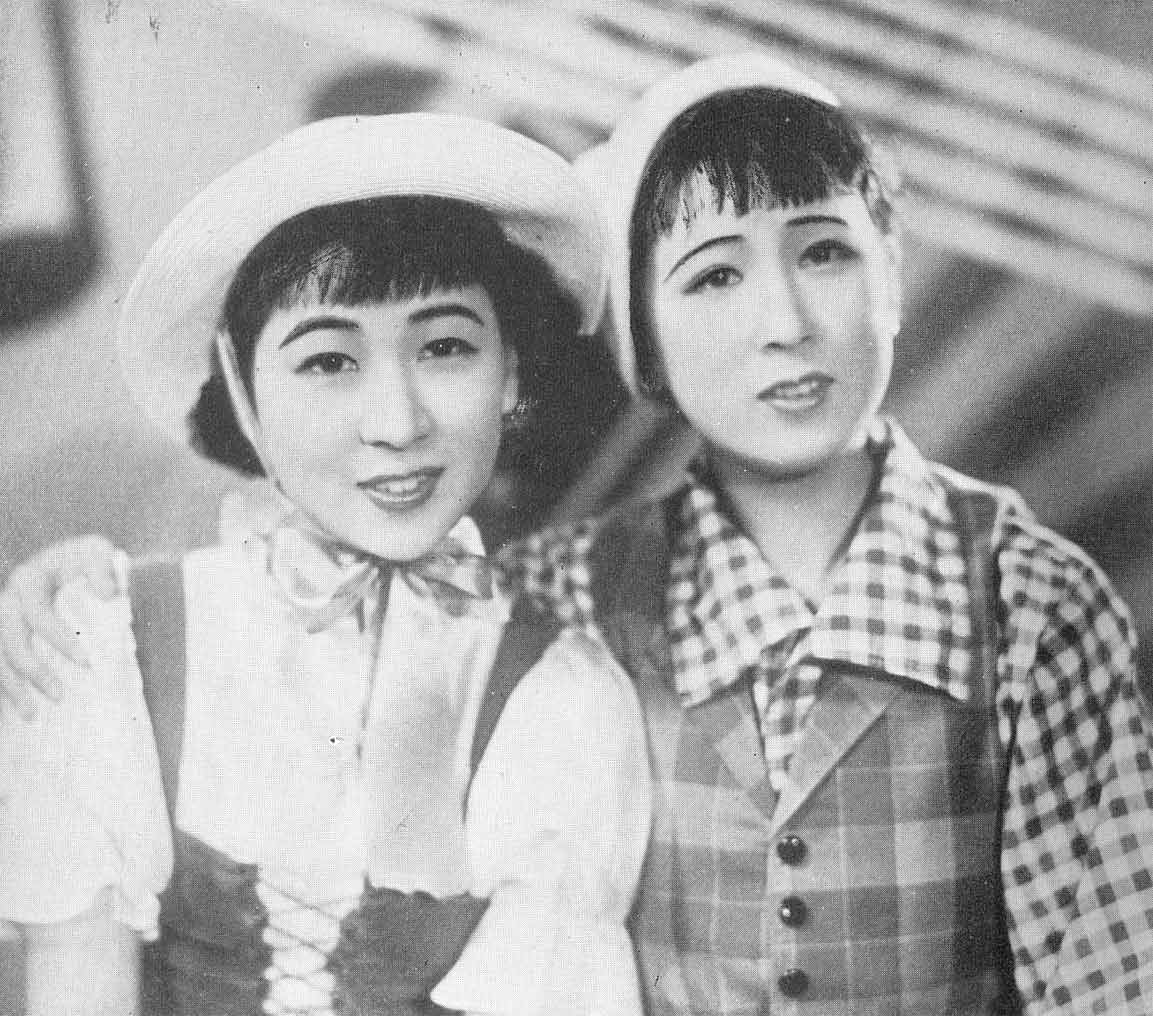
Гензель — Ханако Цукино, Гретель — Харуё Титибу. Музыкальный театр девушек Такарадзуки. Фото 1935 года.

- Самой популярной детской новогодней (рождественской) оперой в театральном мире является опера «Гензель и Гретель» Энгельберта Хумпердинка, премьера которой состоялась в Берлине в 1893 г. по мотивам сказки братьев Гримм (в Мариинском театре с 24 октября 1897 г. шла также под названием «Ваня и Маша»)[14][15].

### Кинематограф
- Сказка о Гензеле и Гретель также упоминается в фильме «Братья Гримм», наряду с сюжетами других сказок авторов.
- Сценарий сказки в связи с его аналогией с элементом сюжета обсуждается главными героями в фильме «Я, робот».
- «Охотники на ведьм» (2013) — американский фильм режиссёра Томми Виркола является продолжением сказки, где подросшие дети расправляются с другими ведьмами в разных городах.

#### Экранизации
- «Гензель и Гретель[англ.]» (1954) — западногерманский фильм режиссёра Фрица Геншова[нем.], основан на данной сказке.
- «Гензель и Гретель[англ.]» (1954) — германский фильм режиссёра Вальтера Янссена, основан на данной сказке.
- «Гензель и Гретель[англ.]» (1954) — американский мультфильм режиссёра Джона Пола, основан на одноимённой опере.
- «Гензель и Гретель» (1983) — телефильм Тима Бертона, основанный на данной сказке.
- «Гензель и Гретель» (1987) — американский мюзикл режиссёра Лен Талана, снятый по мотивам сказки.
- «Гензель и Гретель» (2006) — германский ТВ-фильм режиссёра Анне Вильд[нем.], снятый по мотивам сказки.
- «Гензель и Гретель» (2012) — германский ТВ-фильм режиссёра Уве Янсона[нем.], снятый по мотивам сказки.

#### Адаптации
- «Детишки в лесу[англ.]» (1932) — «глупая симфония», снятая по мотивам сказки «Гензель и Гретель»[16], последний короткометражный фильм Уолта Диснея с использованием технологии «фонофильм»
- «Гензель и Гретель[англ.]» (1958) — американский мюзикл режиссёра Пола Богарта[англ.], включающий квартет, которого нет в оригинальной сказке.
- Классический фильм ужасов и яркий представитель жанра геронтологического триллера «Кто прикончил тётю Ру?[англ.]» (1971) является по сути несколько изменённой вариацией сказки.
- «Гензель и Гретель» (1983) — американский фильм режиссёра Тима Бёртона, снят специально для японского отделения Disney Channel, в котором присутствуют роботы, а герои обладают восточными единоборствами.
- «Гензель и Гретель» (1990) — итальянский фильм ужасов режиссёров Джованни Симонелли[итал.] и Лучо Фульчи.
- «Гензель и Гретель» (2002) — американский фильм режиссёра Гэри Дж. Танниклиффа[англ.], где сказку рассказывает детям отец. В фильме есть детали современности.
- «Гензель и Гретель» (2007) — южнокорейский фильм ужасов режиссёра Лим Пхиль Сона.
- В эпизоде «Строго на север» (2012), сериала «Однажды в сказке», Злая Королева поручает Гензель и Гретель украсть необходимый ей ценный артефакт у Слепой Ведьмы, промышляющей людоедством.
- «Гензель и Гретель[англ.]» (2013) — американский ТВ-фильм ужасов режиссёра Энтони Ферранте, является современной трактовкой, в которой брат и сестра порабощены психом-отшельником в хижине, расположенной в глубине дремучего леса. В 2015 году вышло продолжение «Гензель против Гретель[англ.]», в котором Гретель оказывается под влиянием заклинания тьмы и превратившись в ведьму, планирует организовать шабаш, из-за которого зло поглотит всю планету. Гензелю предстоит сразиться с родной сестрой.
- «Гензель и Гретель: Борцы с колдовством» (2013) — американский фильм режиссёра Дэвида ДеКото, где Гензель и Гретель, поступив в престижную школу, понимают что её преподаватели ведьмы и колдуны.
- «Тёмный лес: Ганс, Грета и 420-я ведьма[англ.]» (2013) — американский комедийный фильм ужасов режиссёра Дуэйна Джорни, где брат и сестра сражаются с ведьмой, которая заманила их в свой дом при помощи марихуаны, а затем убивает и съедает их, чтобы продлить свою молодость и сохранить красоту.
- «Гензель против Гретель[англ.]» (2015) — американский фильм ужасов режиссёра Бена Демари, является продолжением фильма Гензель и Гретель.
- «Гретель и Гензель» (2020) — новая версия старинной сказки братьев Гримм о зловещих приключениях брата и сестры в Очарованном лесу.
- «Ганзель, Гретель и Агентство Магии» (2021) — Студия Wizart Animation из России адаптировала анимационную версию сказки Гензель и Гретель. Они включили комедию в рассказ, в котором фильм рассчитан на семейную аудиторию[17].

## В нумизматике
- В 2003 году Монетный двор Франции выпустил серию «Сказки Европы», включающую золотую (Au 920, 17 г) и серебряную (Ag 900, 22,2 г) монеты «Гензель и Гретель» номиналом 20 и 1 ½ евро соответственно[18].

## Дальнейшее чтение
- Korff, Regina (1991), Deutung und Bedeutung von «Hansel und Gretel», eine Fallstudie. Frankfurt am Main New York: P. Lang, ISBN 978-3631437032 — «Наиболее полное из напечатанных исследований данной сказки[9]»
- Hansel and Gretel by the Grimm Brothers: A comparison of the versions of 1812 and 1857 (англ.). University of Pittsburgh. — построчное сравнение редакций 1812 и 1857 гг.